# Hypognatha tocantins
Hypognatha tocantins Levi, 1996 è un ragno appartenente alla famiglia Araneidae.

## Etimologia
Il nome della specie deriva dallo stato brasiliano di rinvenimento degli esemplari: il Tocantins

## Caratteristiche
L'olotipo femminile rinvenuto ha dimensioni: cefalotorace lungo 1,45mm, largo 1,17mm; opistosoma lungo 2,7mm, largo 2,9mm.

## Distribuzione
La specie è stata reperita nel Brasile centrale: nei pressi di Porto Nacional, appartenente allo stato di Tocantins.

## Tassonomia
Al 2014 non sono note sottospecie e dal 1996 non sono stati esaminati nuovi esemplari.